# 慶修院

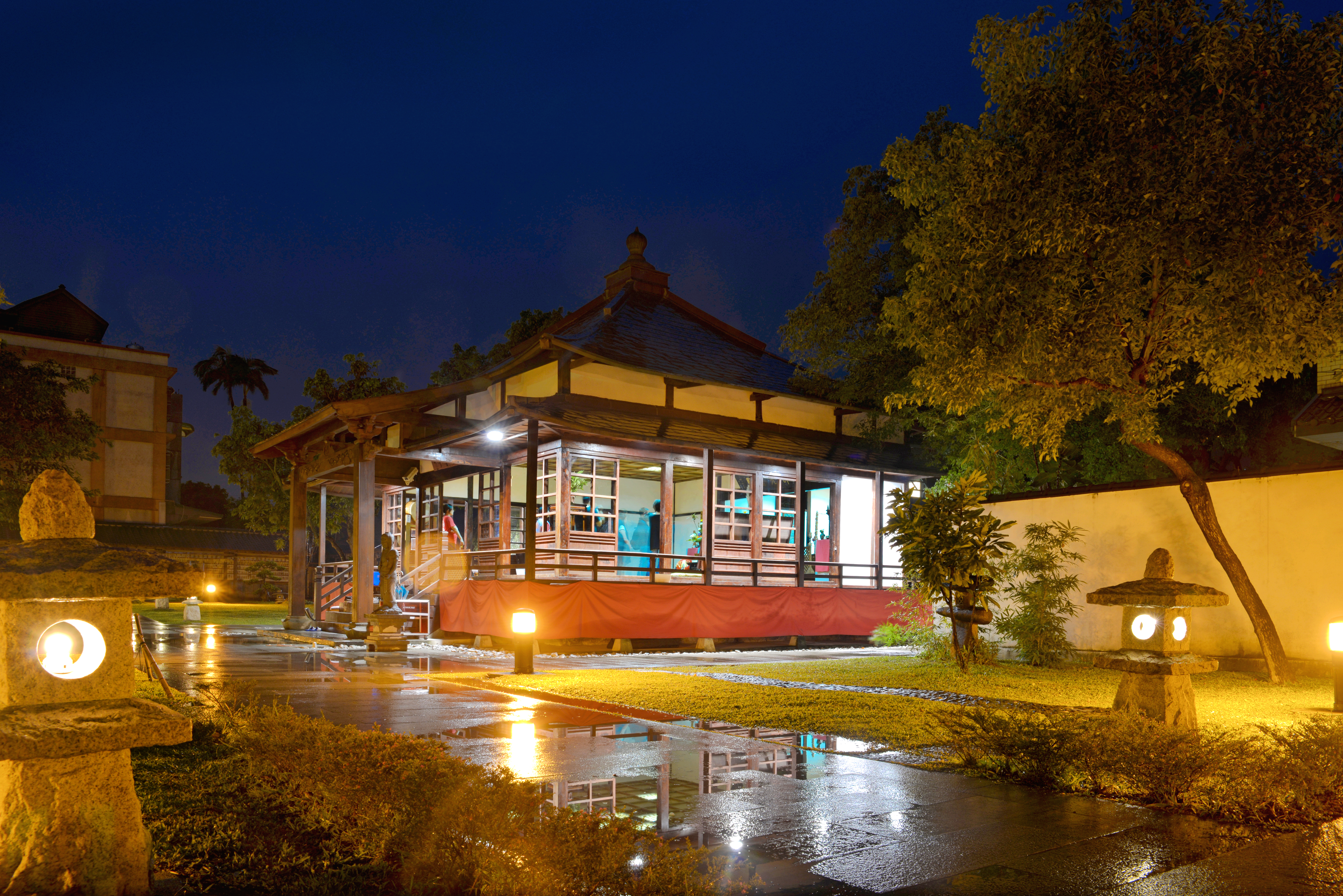
夜景

慶修院是位在臺灣花蓮縣吉安鄉的寺院古蹟。原為真言宗吉野布教所，為真言宗高野山金剛峯寺的海外別院。本尊弘法大師、脇佛不動明王和毘沙門天、創立者為川端滿二。通稱「吉安慶修院」。二戰後改為供奉本師釋迦牟尼佛和觀世音菩薩。1997年政府指定為古蹟，但仍未失去其實際宗教功能，現為觀光景點。
境內有四國八十八箇所靈場之石佛。

## 歷史
慶修院舊名「真言宗吉野布教所」，布教所內供奉主神弘法大師空海、不動明王與毘沙門天王，所內直立高約2米的「光明真言百萬遍」石碑，以及請自日本四國的八十八尊神像。布教所建於1917年（大正6年），台灣時值日治時代，日本政府選定台灣較晚開發區域，如花蓮，以解決農村人口過剩、耕地與糧食不足的問題，在今日的吉安鄉成立吉野村（吉野移民村）。移居生活貧困的日人，吉野布教所就是當時在地移居日人的宗教信仰中心之一。
1945年國民政府接管台灣，日人遣回故里，真言宗吉野布教所更名為慶修院，慶修院一詞沿用至今，院內供奉的本尊，也順應台灣人民的佛教信仰，改奉本師釋迦牟尼佛與觀世音菩薩。院內建築與陳設留住歷史時光，舉凡不動明王像、百度石、八十八番石佛、光明真言百萬遍石碑、手水舍、小橋、池塘、游魚、花草、蒼木，皆維持日式庭院風格。
慶修院曾因歲月迭代而長年失修，分別於1964年與1972年進行較具規則的維修，仍未臻理想；1997年，慶修院獲列為縣定三級古蹟，並著手進行古蹟修復工程，2003年8月，由花蓮縣政府慎重完成具整體性的修護，把具有歷史、文化及宗教價值的八十八尊佛像重新完整呈現原貌，為花蓮吉安保存一座極具觀光及文化價值的歷史遺產。慶修院為花東地區唯一日式佛寺的文化資產，現為花蓮縣縣定古蹟，是日本遊客到花蓮，必訪的花蓮觀光景點之一。

## 圖片

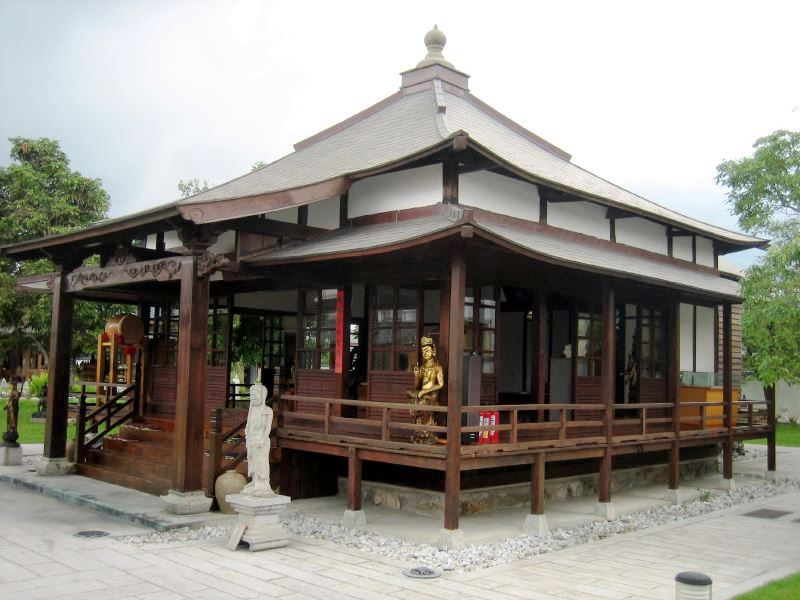
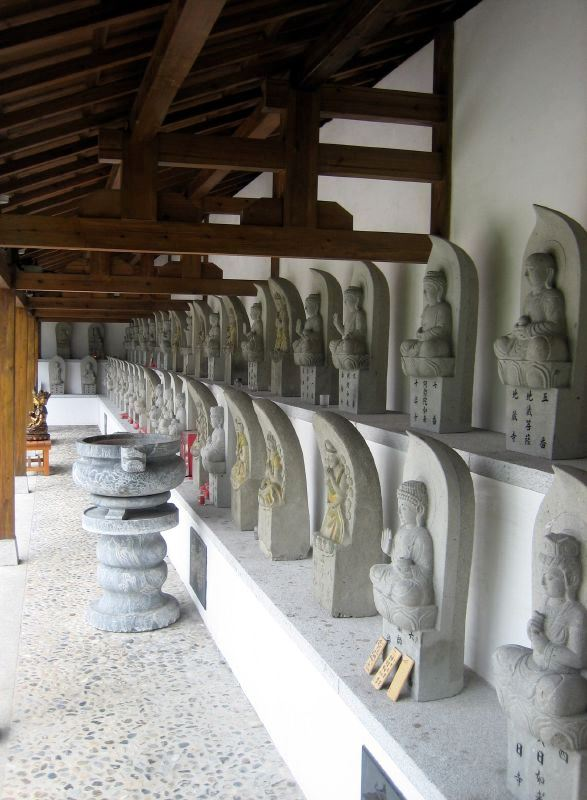
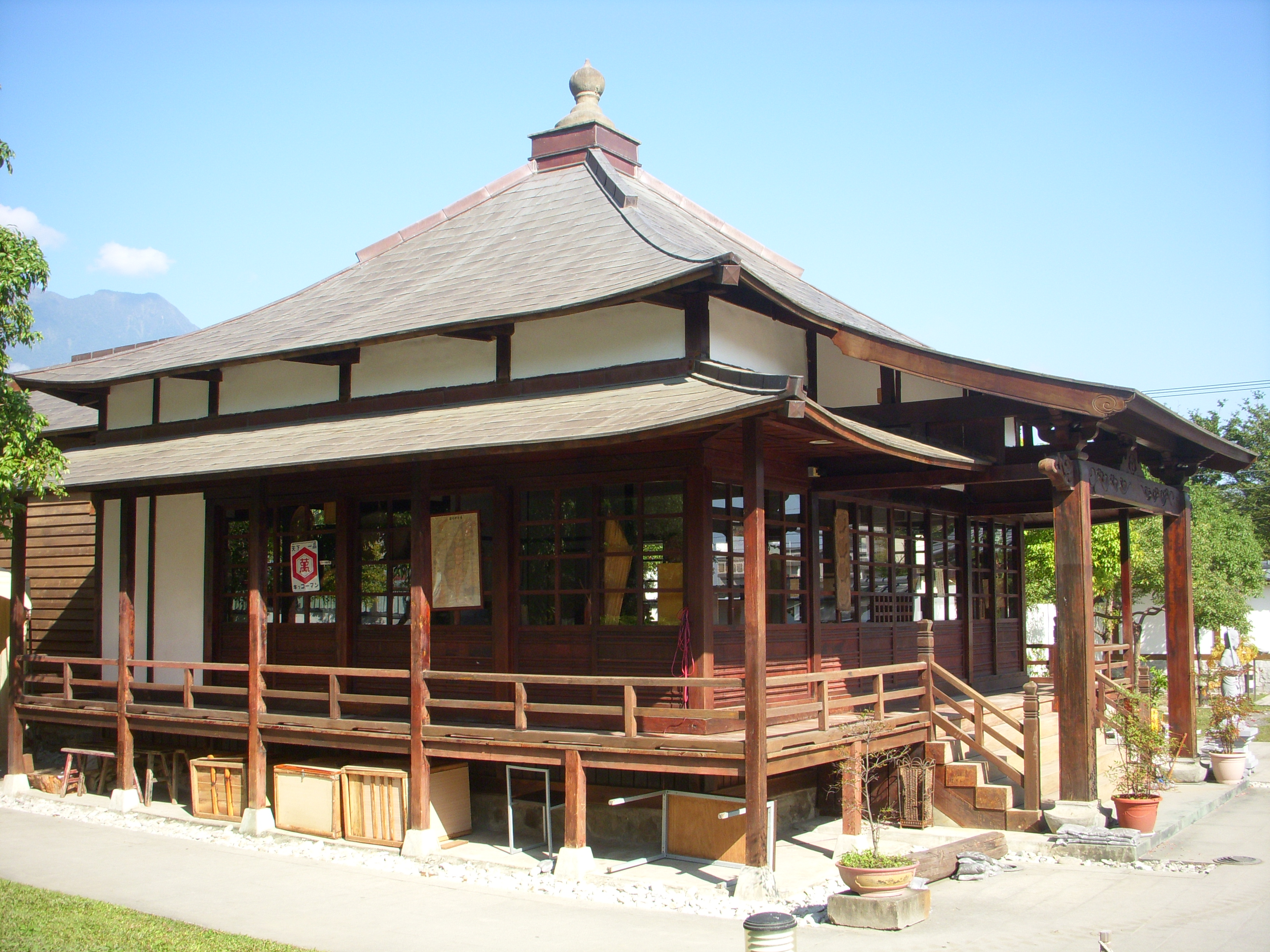
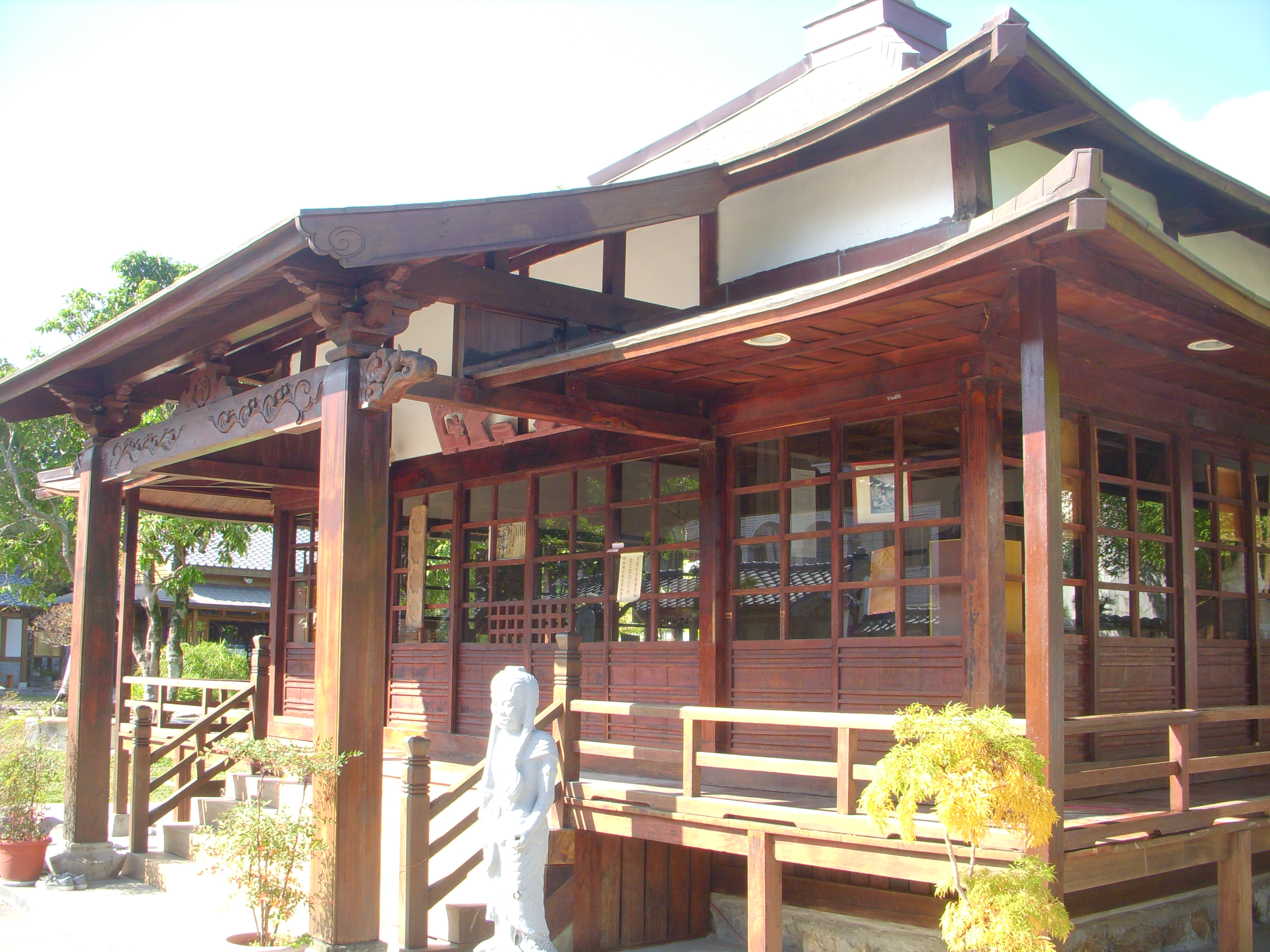
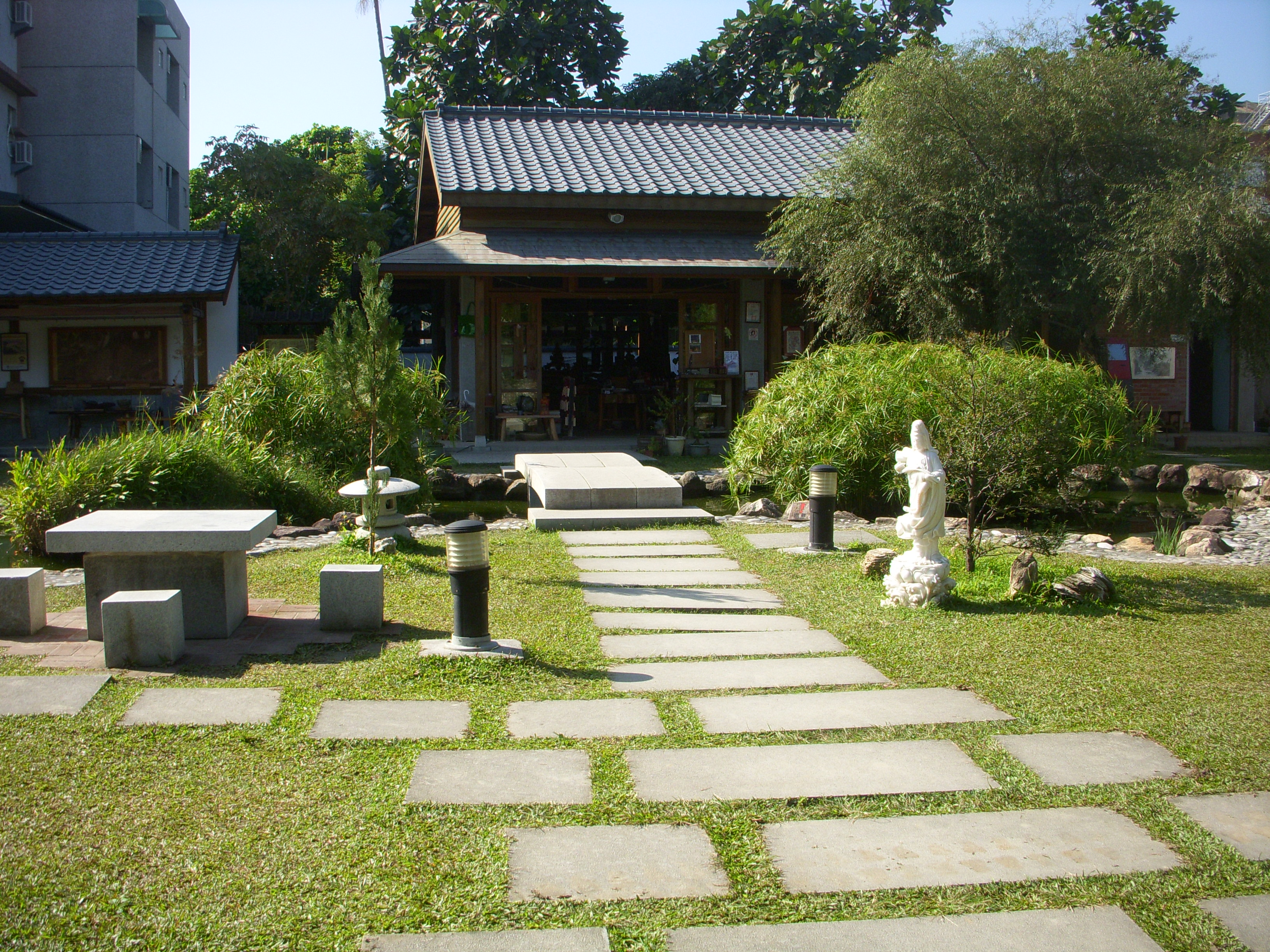
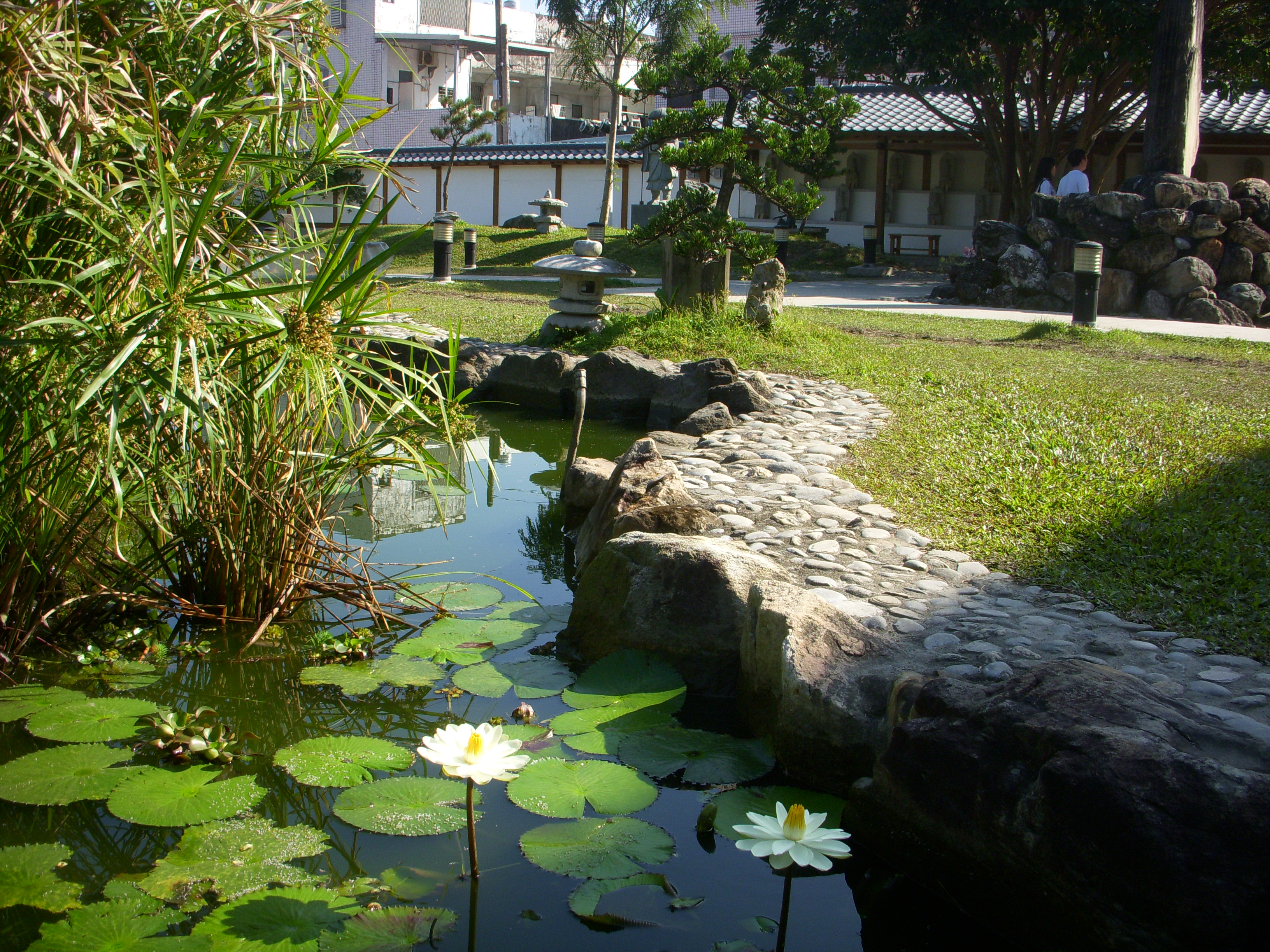
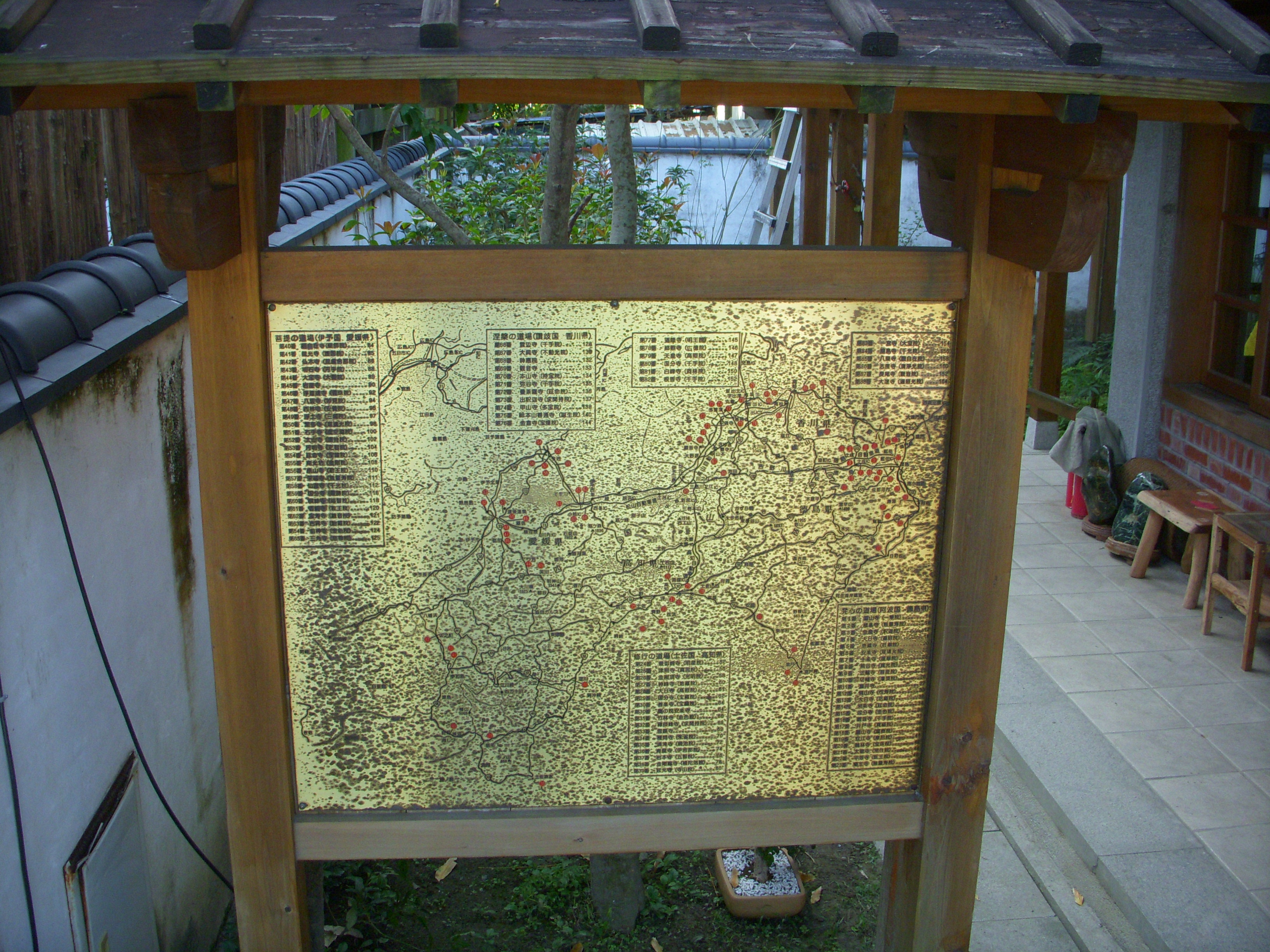
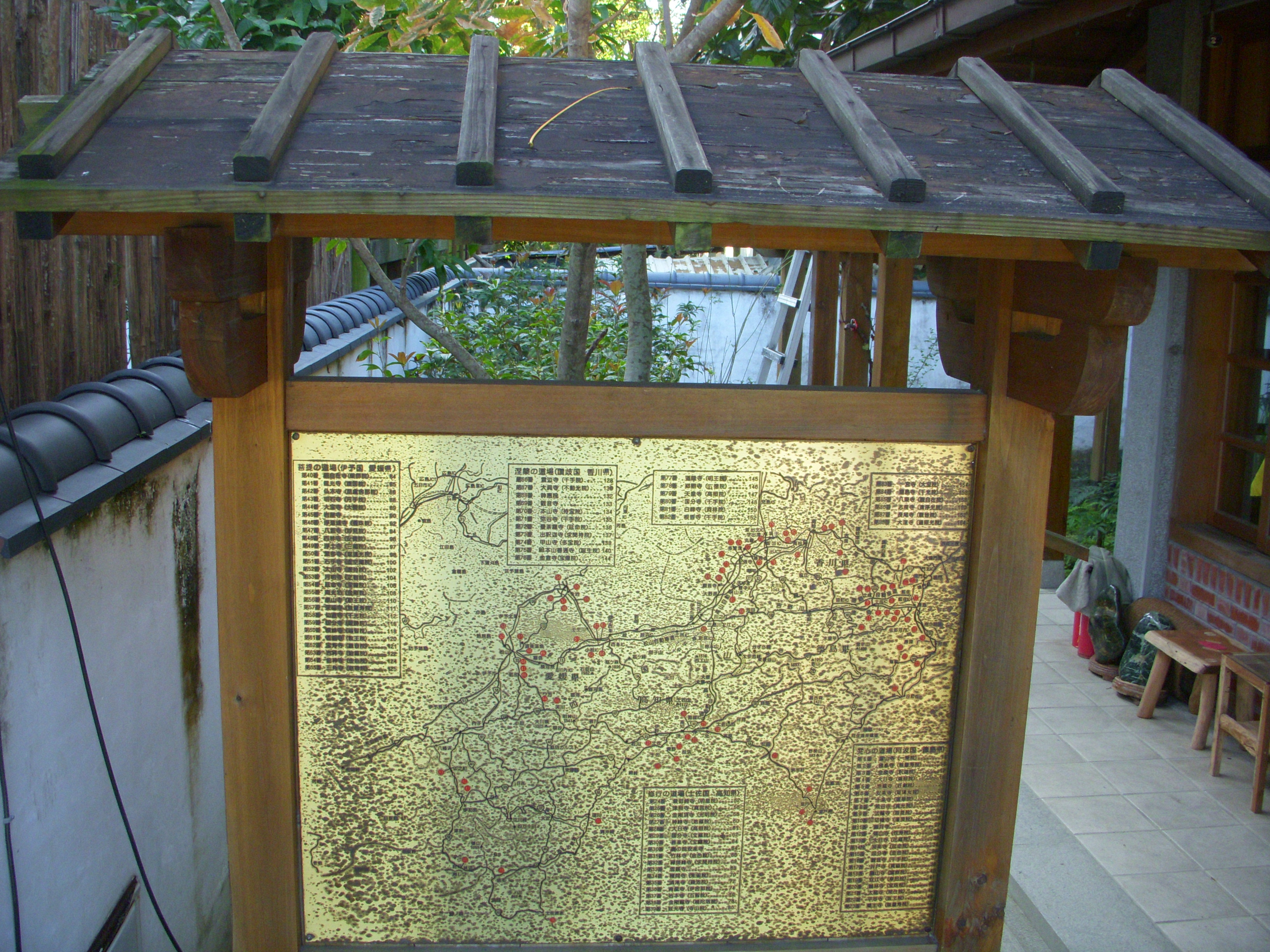
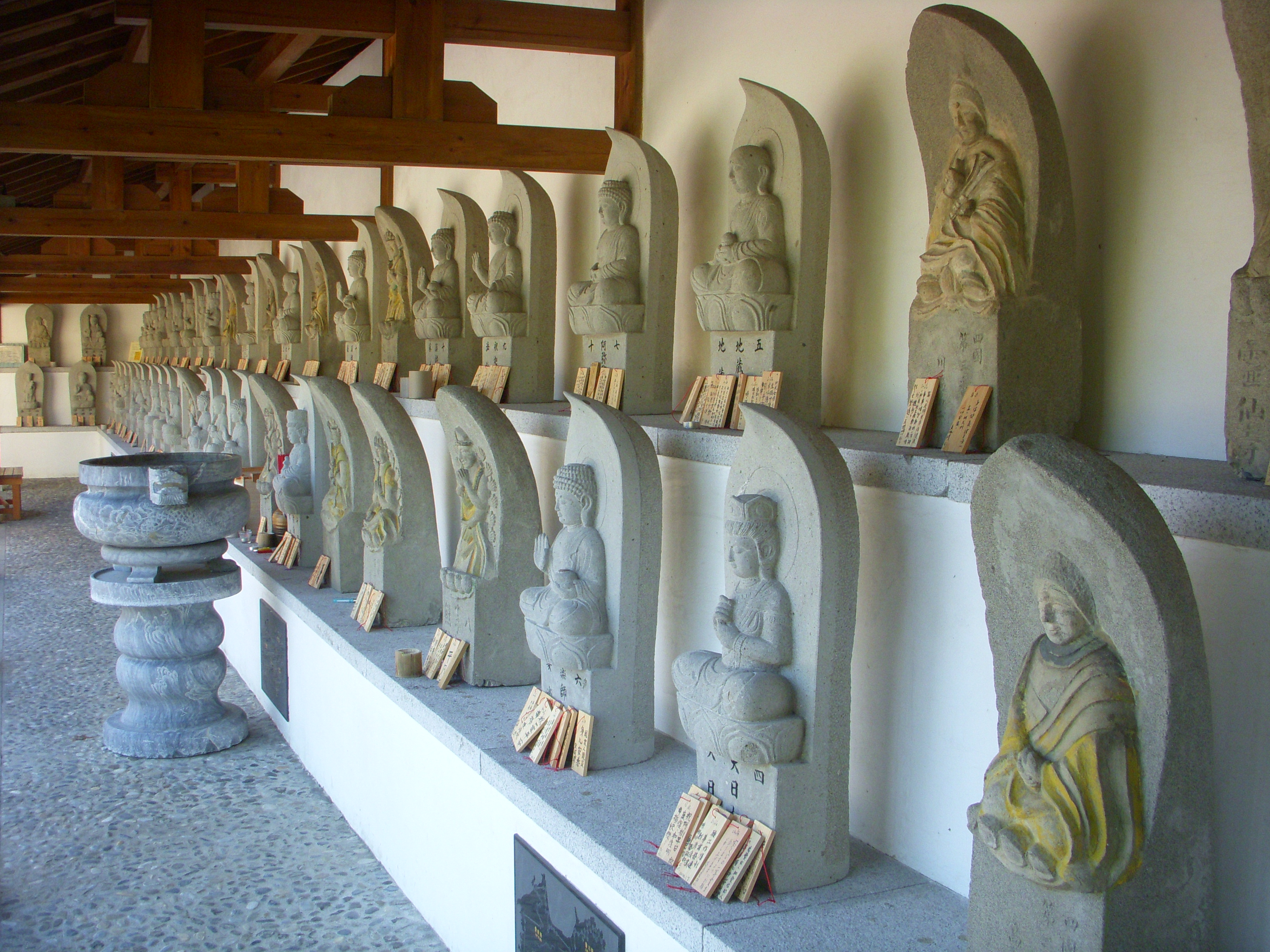
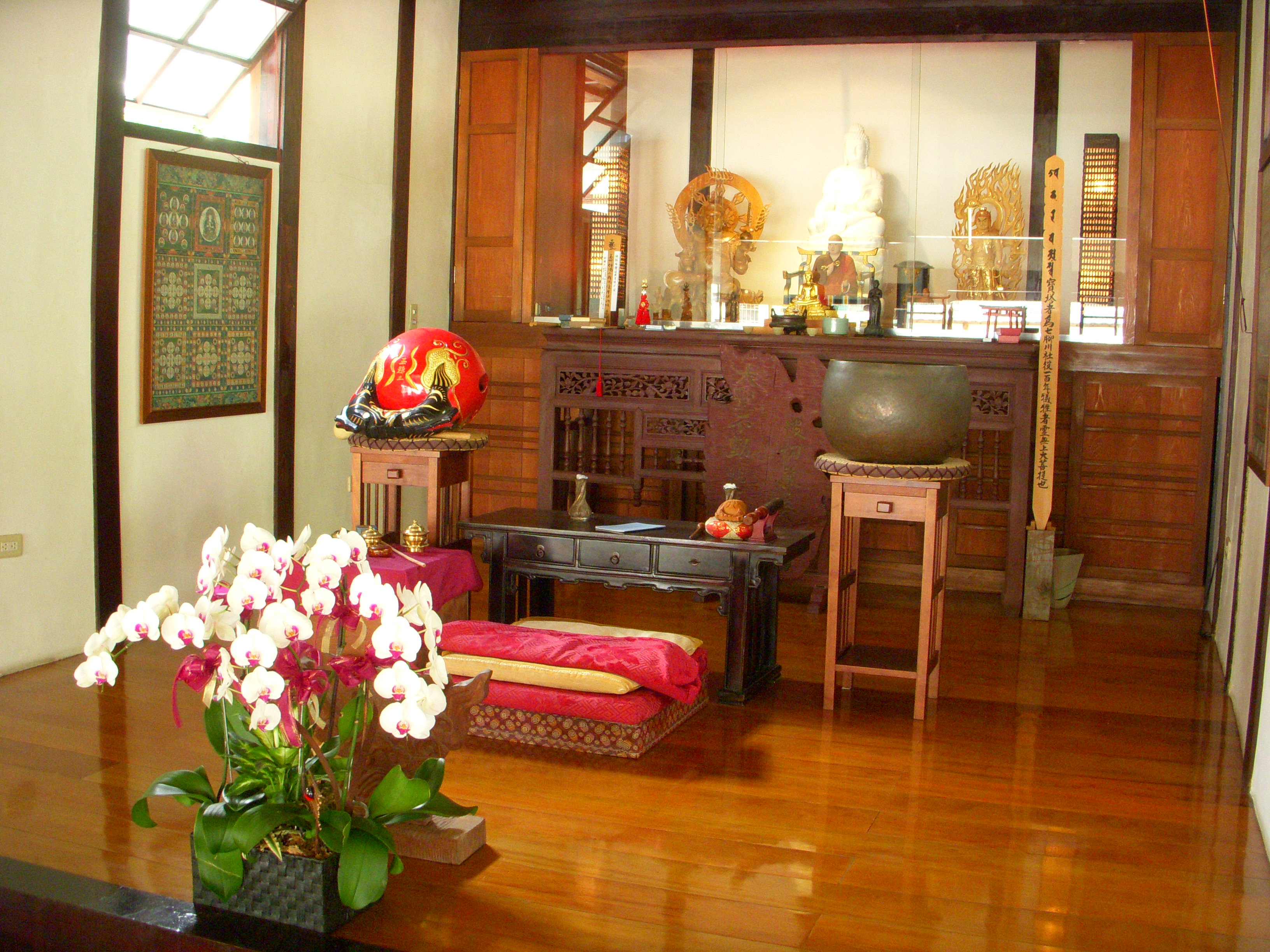
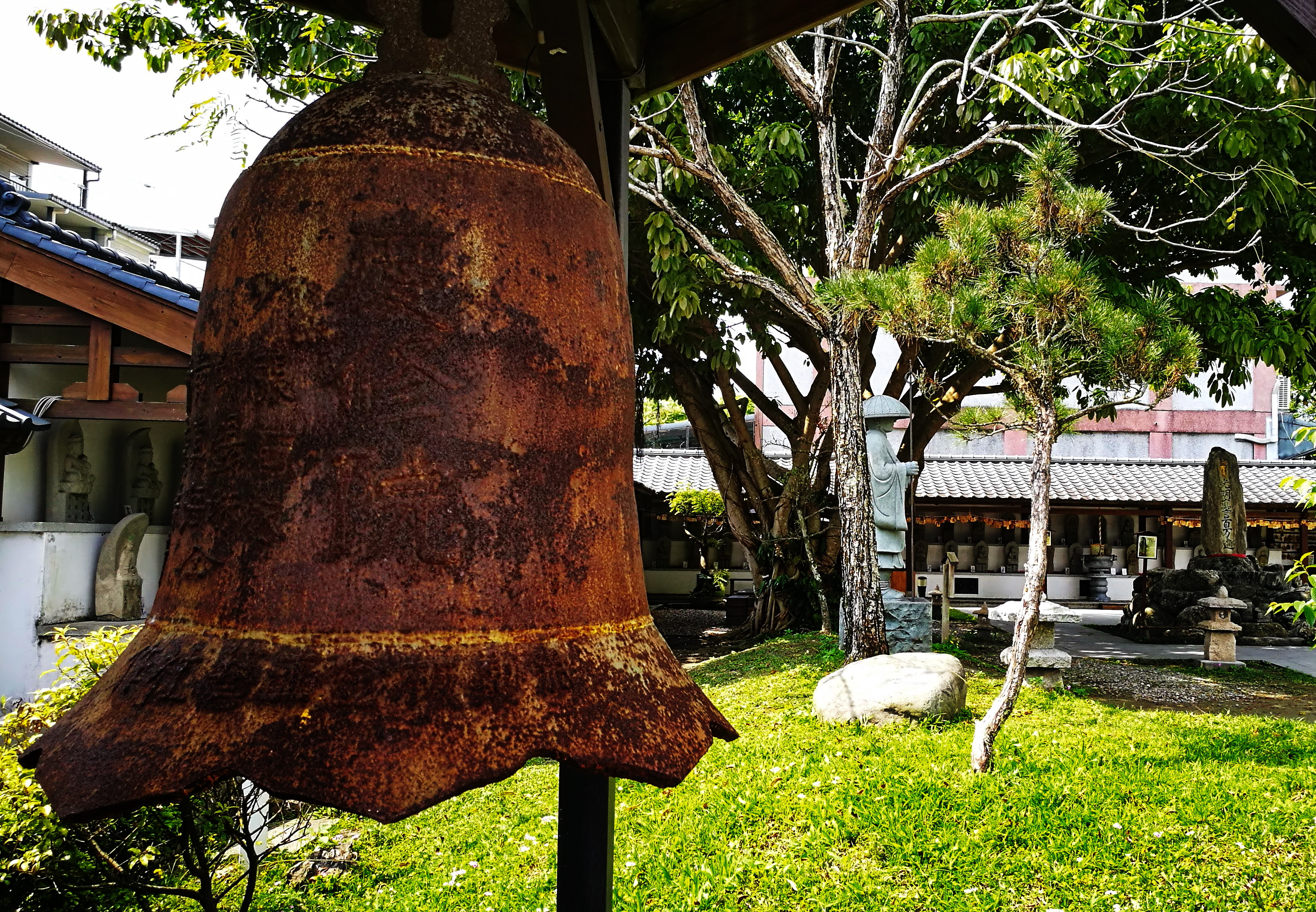
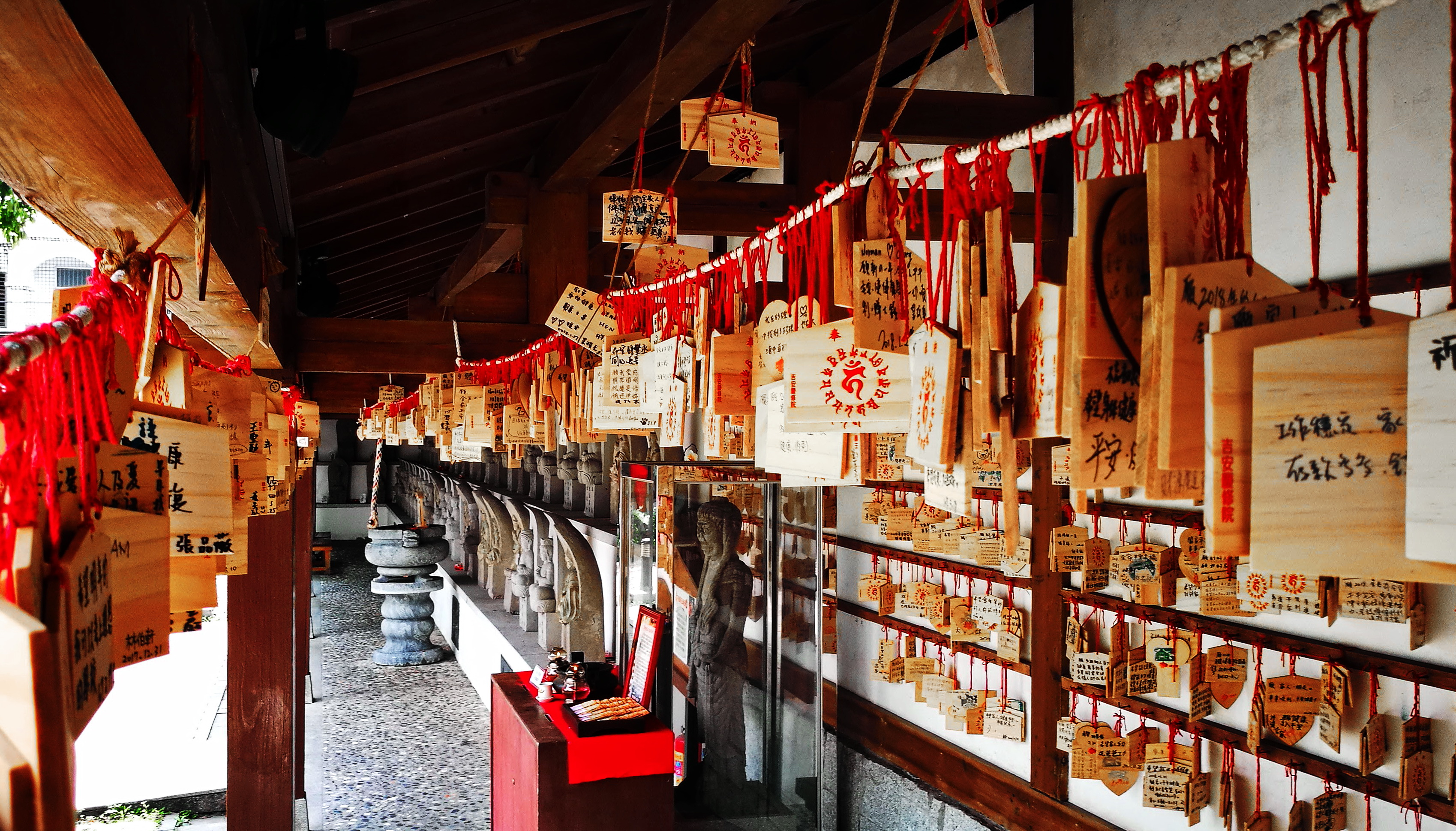
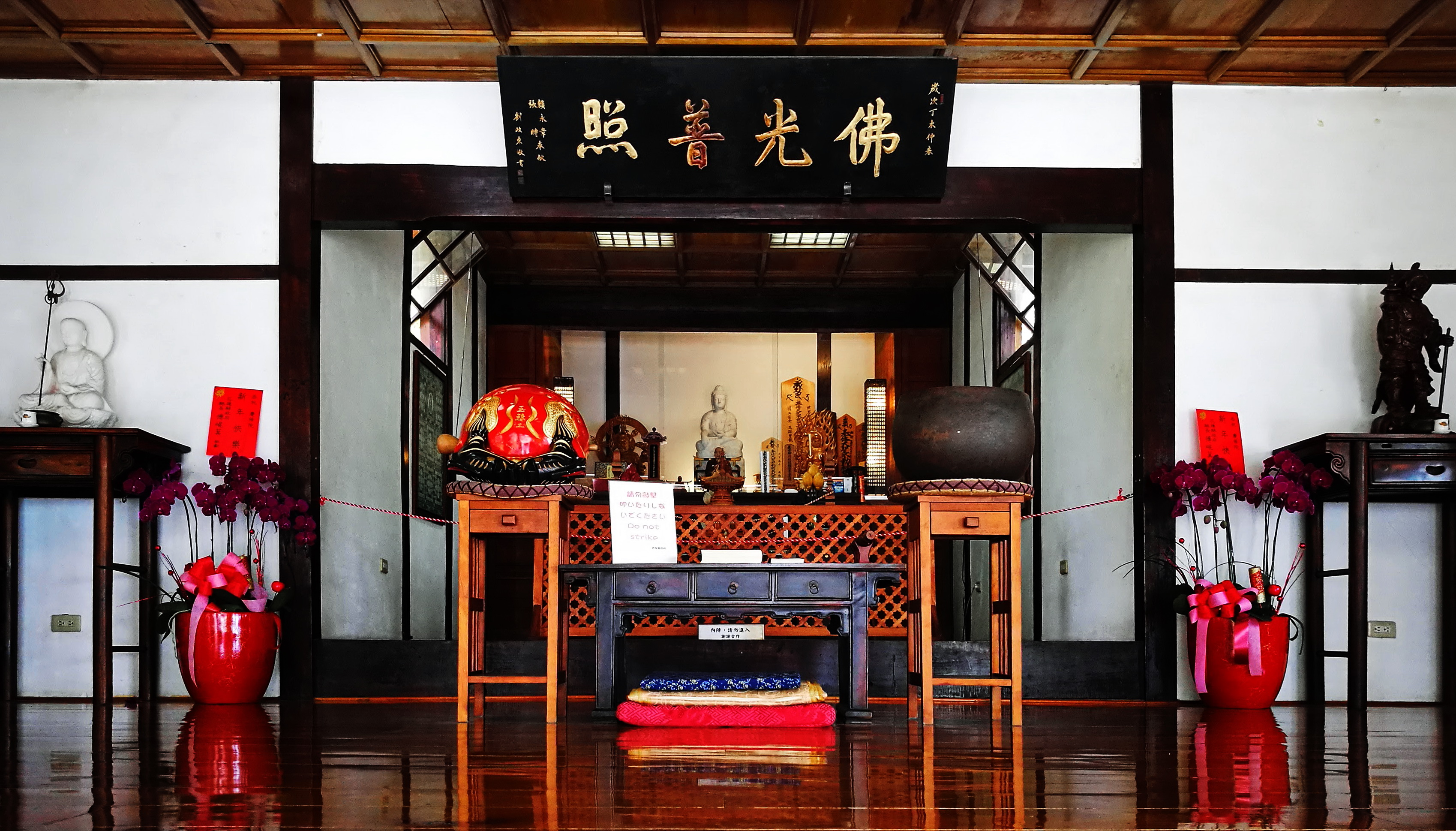
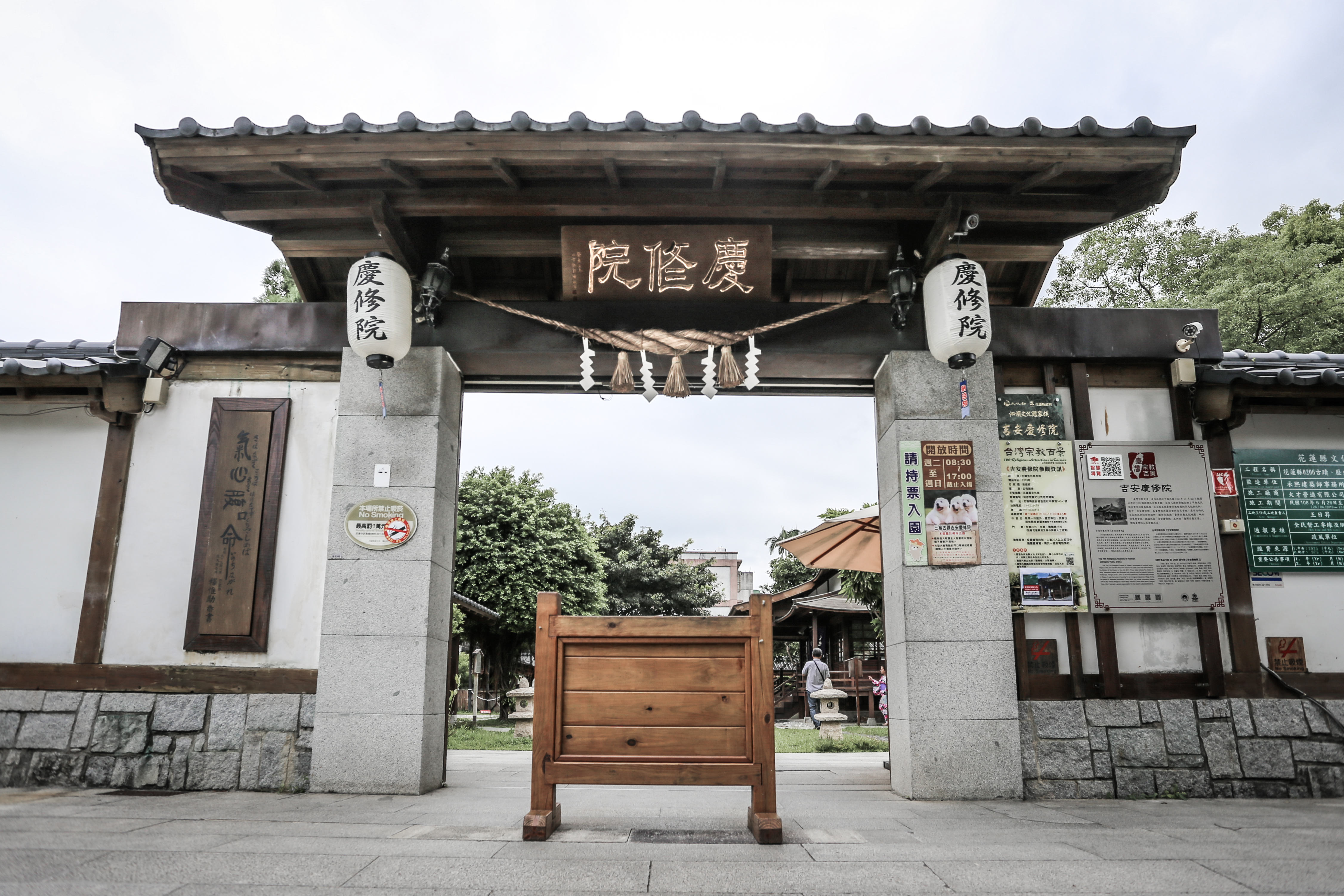
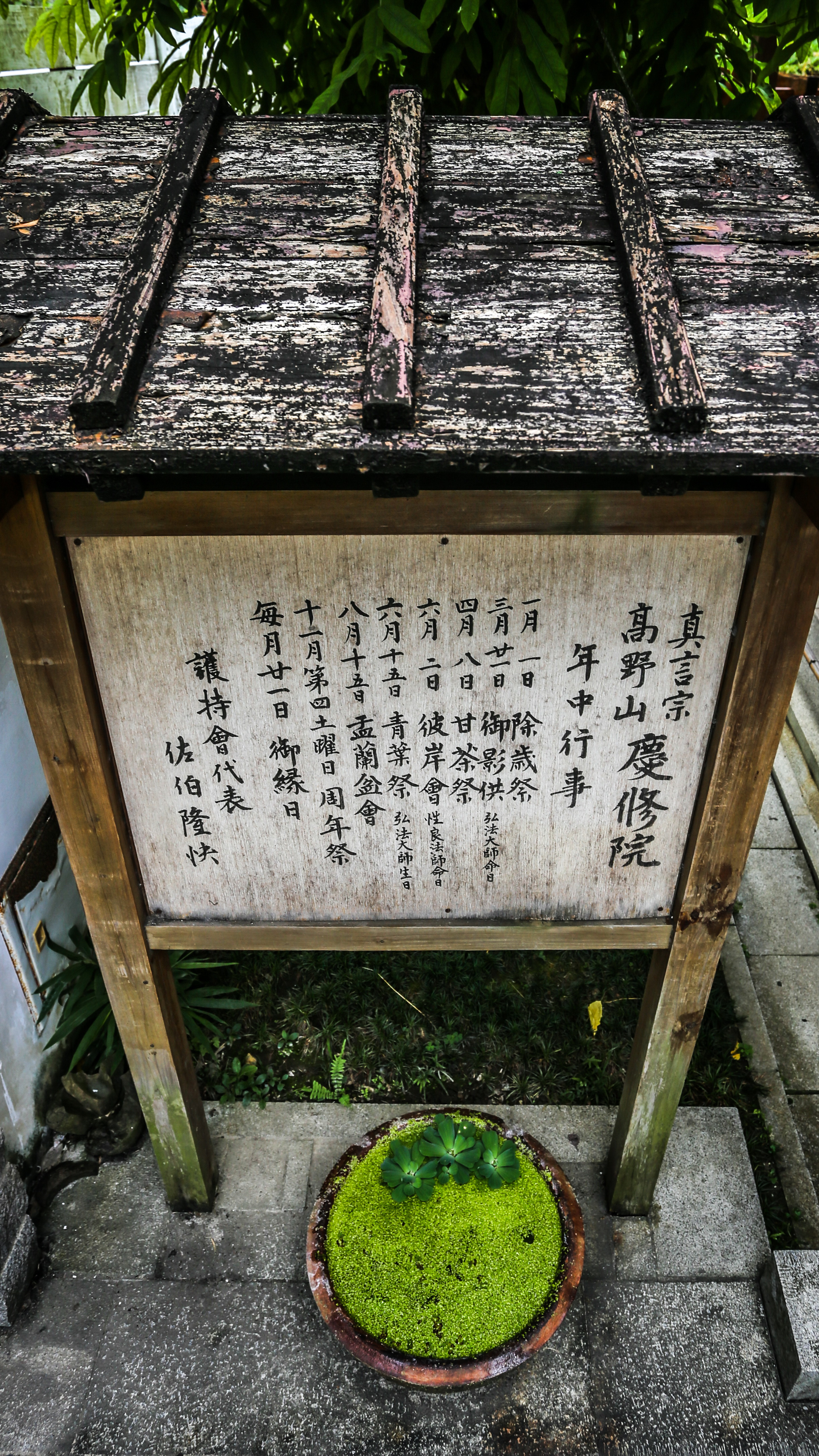

## 外部連結
- 慶修院 （页面存档备份，存于）
- 吉安慶修院——文化部文化資產局 （页面存档备份，存于）